# Ernsdorf (Kreuztal)
Ernsdorf ist ein alter Ortsteil und früherer Kern der heutigen Kreuztaler Stadtmitte im Kreis Siegen-Wittgenstein, Nordrhein-Westfalen.

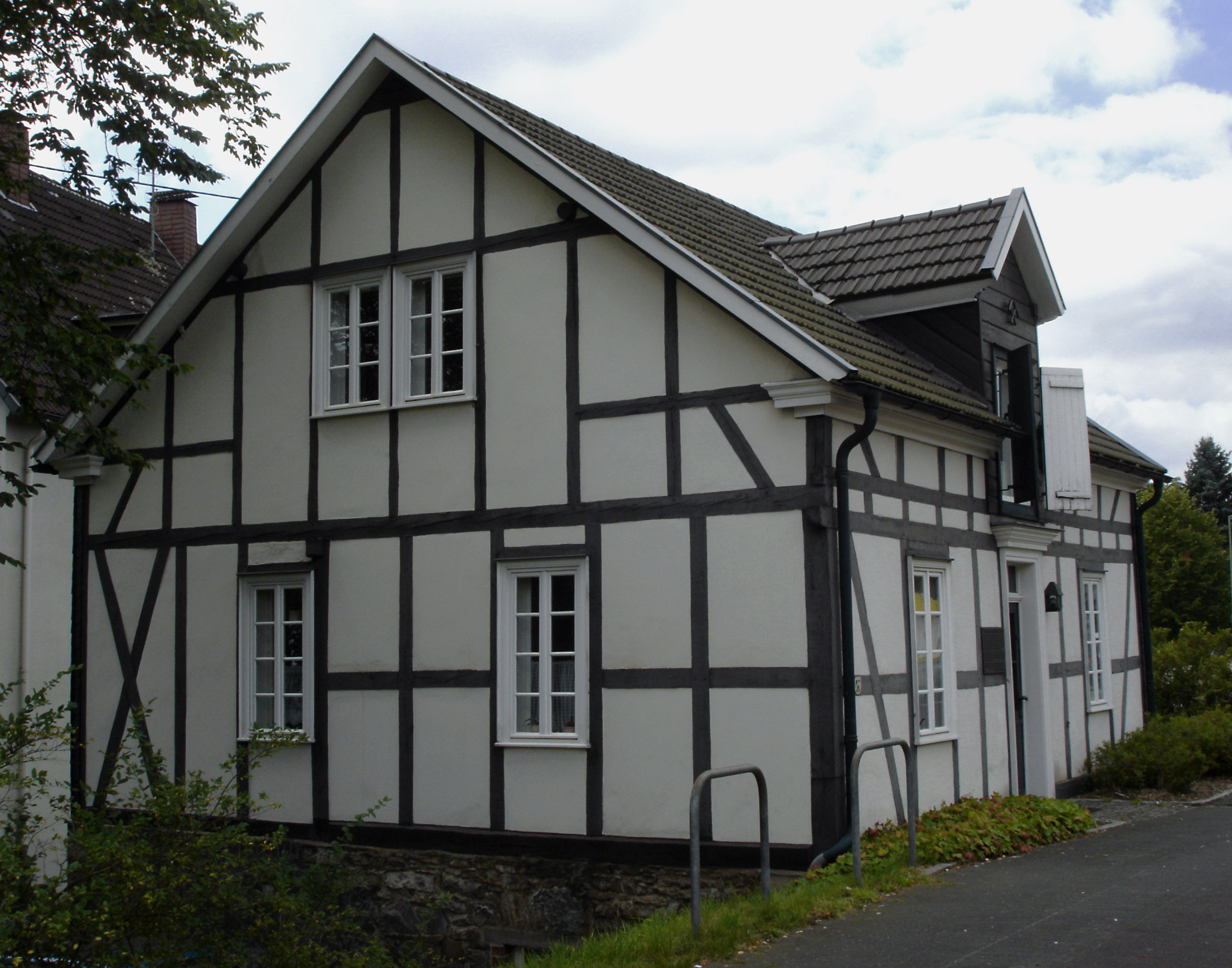
Stollenhaus, Kronprinz-Friedrich-Wilhelm-Erbstollen

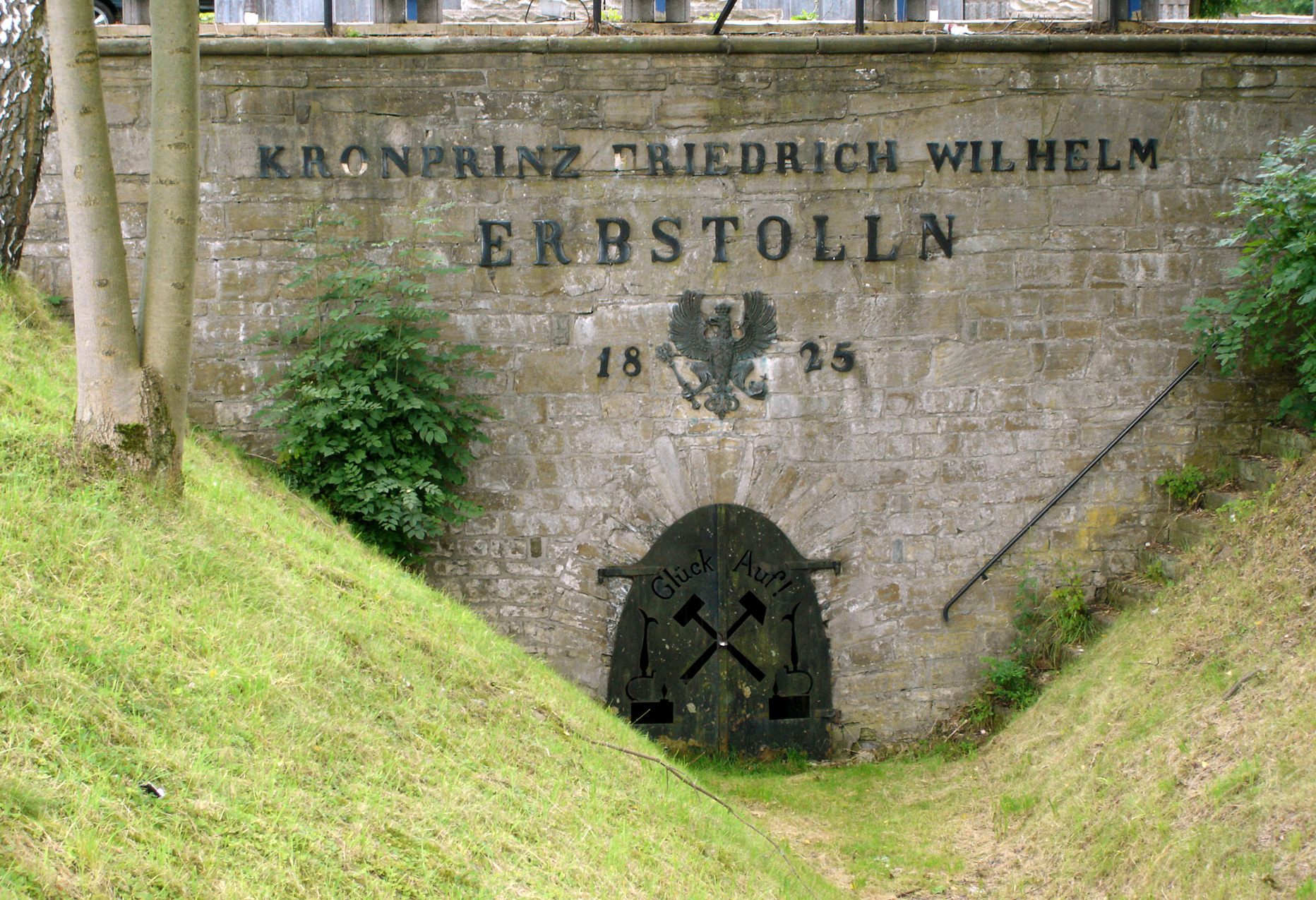
Mundloch des Kronprinz-Friedrich-Wilhelm-Erbstollens

Es findet als „Erinstorff“ erstmals 1417/'19 urkundliche Erwähnung und war zur Zeit des Rheinbundes auch Sitz des Bürgermeisters.
Die östlich des für die heutige Stadt namensgebenden Talkreuzes von Ferndorf, Littfe und Hees – und jetzigen Zentrums von Kreuztal – westlich des Stadtteils Ferndorf im Tal des von Norden der Ferndorf zufließenden Ernsdorfbaches gelegene Gemeinde Ernsdorf gehörte zum Amt Ferndorf. Sie wurde aufgrund der wachsenden infrastrukturellen Bedeutung des Talkreuzes am 17. März 1928 in Kreuztal umbenannt.
In Ernsdorf befindet sich in einem denkmalgeschützten Ziegel- und Fachwerkgebäude die ehemalige Kleinkunstbühne „Altes Feuerwehrhaus“, die heute als Seniorenwohnstätte unter privater Trägerschaft stehend genutzt wird. Ferner sind in dem Ort das ebenfalls unter Denkmalschutz stehende „Stollenhaus“ an der Marburger Straße, wie auch der gegenüberliegende Kronprinz-Friedrich-Wilhelm-Erbstollen und einer der beiden Kreuztaler Busbahnhöfe zu finden; das unterirdische Schächte- und Stollensystem führt bis in den Hilchenbacher Stadtteil Müsen.
Der wegen seiner Rolle als führender Rüstungsindustrieller im Dritten Reich umstrittene und rechtskräftig als Kriegsverbrecher verurteilte deutsche Unternehmer Friedrich Flick (1883–1972), der in Ernsdorf geboren wurde, ist Ehrenbürger der Stadt Kreuztal.